# Tobarra (kommunhuvudort)
Tobarra är en kommunhuvudort i Spanien.   Den ligger i provinsen Provincia de Albacete och regionen Kastilien-La Mancha, i den sydöstra delen av landet, 270 km sydost om huvudstaden Madrid. Tobarra ligger 650 meter över havet och antalet invånare är 7 884.
Terrängen runt Tobarra är platt åt sydost, men åt nordväst är den kuperad. Runt Tobarra är det ganska glesbefolkat, med 23 invånare per kvadratkilometer. Närmaste större samhälle är Hellín, 9,1 km söder om Tobarra. Trakten runt Tobarra består till största delen av jordbruksmark.